# Rozpočet
Rozpočet je finanční plán na definované období, často jeden rok. Může také zahrnovat plánované objemy prodeje a výnosy, množství zdrojů, náklady a výdaje, aktiva, závazky a peněžní toky. Společnosti, vlády, rodiny a další organizace jej používají k vyjádření strategických plánů aktivit nebo událostí v měřitelných hodnotách. 
Rozpočet je součet finančních prostředků rozdělených na určitý účel a souhrn zamýšlených výdajů spolu s návrhy na jejich naplnění. Může zahrnovat přebytek rozpočtu, poskytnutí peněz pro budoucí použití nebo schodek, ve kterém výdaje převyšují příjmy.

## Rozdělení rozpočtů
Rozpočet je seznam veškerých plánovaných výdajů příjmů, sestavený jako:
- rozpočet subjektu, (anglicky budget) jeho očekávané, odhadované finanční toky, zpravidla v nějakém období, např. Státní rozpočet, Veřejný rozpočet, Rozpočet obce, Rodinný rozpočet
- rozpočet akce, objektu (projektu, stavby apod., (anglicky cost engineering) je naproti tomu obdobným vyčíslením pro dvě strany podílející se na společné akci, tj. nákladů (výdajů) investora a příjmů realizátora akce (v principu číselně ovšem shodných), zpravidla v podobě rozpočtu nabídkové ceny. Příkladem rozpočtu investiční akce je Investiční rozpočet a Rozpočet stavby

Často se slovo rozpočet užívá také přeneseně jako výraz nahrazující pojmy účet, peníze nebo pokladna (například „uhradit ze státního rozpočtu“ nebo „nabourat rodinný rozpočet“).

## Historie
Anglické slovo budget (používané i v češtině jako synonymum pro rozpočet) pochází ze starofrancouzského slova bougette, což znamená „malá kožená peněženka“, což je zase zdrobnělina od galského bouge pro „kožený váček“. Jeho první použití v angličtině v současném chápání finančního plánu pochází z brožury The Budget Opened od Williama Pulteneyho, který používá termín rozpočet k popisu a kritice vládní fiskální politiky v oblasti vína a tabáku. 
Běžné použití slova „rozpočet“ se týká finančního plánu jednotlivce nebo organizace na základě jejich předpokládaných příjmů a výdajů. V širším smyslu se také používá ve smyslu částky, kterou má jednotlivec nebo organizace k dispozici utratit.

## Firemní rozpočet
Rozpočet firmy se často sestavuje ročně, nemusí se však jednat o rozpočet hotový. Jde o plán na krátkodobou budoucnost. 
Pokud se skutečná čísla dodaná během rozpočtového období blíží rozpočtu, znamená to, že manažeři rozumí svému podnikání a úspěšně jej řídí zamýšleným směrem. Na druhou stranu, pokud se čísla divoce odchylují od rozpočtu, vysílá to signál „mimo kontrolu“ a cena akcií by mohla utrpět. Plánovači kampaní vynakládají v každé kampani dva typy nákladů: prvním jsou náklady na lidské zdroje nezbytné k plánování a realizaci kampaně. Druhým typem nákladů, které plánovači kampaní vynakládají, jsou vysoké náklady na samotnou kampaň. 
Profesionálové zaměstnaní v této roli jsou často označováni jako „Budget Analyst“, což je role specializovaného finančního analytika. 

## Vláda
Rozpočet vlády je souhrn nebo plán zamýšlených příjmů a výdajů této vlády. 
- Provozní rozpočet se zaměřuje na správu běžných výdajů. Obvykle zahrnuje řádkové položky pro průběžné výdaje, které vzniknou každý měsíc. Účelem provozního rozpočtu je zajistit, aby finanční prostředky byly rozdělovány nákladově nejefektivnějším způsobem.
- Kapitálový rozpočet stanovuje výdaje nutné na pořízení dlouhodobějších statků a dalších investic, jejichž návratnost je delší než jedno rozpočtové období.
- Rozpočet peněžních toků (rozpočet cash flow) ukazuje, kolik peněz společnost očekává, že vydělá a utratí v průběhu roku. Tento rozpočet počítá skutečné nákupy hotovosti, provedené nebo přijaté platby. Rozpočet se také může použít v odhadu, kdy podnik může splácet půjčky.

## Zakladatelský rozpočet
Zakladatelský rozpočet slouží ke specifikaci a kvantifikování finančních prostředků potřebných k zahájení podnikání. Při zahájení podnikatelské činnosti si musíme uvědomit, že náklady podstatně převyšují výnosy, a tudíž vykazování ztráty není nic neobvyklého. Při sestavování zakladatelského rozpočtu se musí brát v potaz, že ztrátu je nutné řídit a financovat. 
Výdaje, které budeme potřebovat k zahájení podnikatelské činnosti, lze rozdělit do tří skupin: 
- Zřizovací výdaje - do této skupiny spadají veškeré výdaje, které jsou spojené se získáním oprávnění k podnikání...
- Investiční výdaje - nákup nemovitosti, pozemku, rekonstrukce, nákup zařízení a strojů, auta...
- Provozní výdaje - pořízení provozních zásob, výdaje na mzdy a odvody sociálního a zdravotního pojištění, provoz internetových stránek a mobilních telefonů, ostraha...

Při sestavování zakladatelského rozpočtu je nutno počítat i s nepředpokládanými výdaji a vytvořit si na ně rezervu. Často se stává, že je suma počátečních výdajů vyšší než naše volné finanční prostředky. V tuto chvíli je nezbytné zajistit potřebné finance i z jiných zdrojů. Těmito zdroji může být rodina, přátelé, bankovní úvěry, dotační programy a další. Dále je také doporučené provést výpočet bodu zvratu a zajistit tak takové množství produkce, při kterém se budou náklady a tržby rovnat.

## Typy rozpočtů
- Prodejní rozpočet - odhad budoucích tržeb, často rozdělený na obě jednotky. Slouží k vytváření firemních a prodejních cílů.
- Výrobní rozpočet - odhad počtu kusů, které je nutné vyrobit, aby byly splněny prodejní cíle. Výrobní rozpočet také odhaduje různé náklady spojené s výrobou těchto jednotek, včetně práce a materiálu.
- Kapitálový rozpočet - používá se k určení, zda se dlouhodobé investice organizace (nové strojní zařízení, nové produkty,...), vyplatí realizovat.
- Marketingový rozpočet - odhad finančních prostředků potřebných na propagaci, reklamu a styk s veřejností za účelem uvedení produktu nebo služby na trh.
- Rozpočet příjmů - sestává z příjmů vlády a výdajů hrazených z těchto příjmů. Příjmy se skládají z daní a dalších poplatků, které vláda vybírá. Různé země a odbory vytvořily čtyři typy daňových jurisdikcí: mezistátní, státní, místní a daňové jurisdikce se zvláštním statutem (zóny volného obchodu). Každý z nich poskytuje peněžní tok na odpovídající úrovně rozpočtu příjmů.
- Rozpočet výdajů - zahrnuje datové položky výdajů.
- Rozpočet projektu - predikce nákladů spojených s konkrétním firemním projektem. Tyto náklady zahrnují práci, materiál a další související náklady. Rozpočet projektu je často rozdělen na konkrétní úkoly, přičemž rozpočty úkolů jsou přiřazeny každému. Pro stanovení rozpočtu projektu se používá odhad nákladů.
- Flexibilní rozpočet - je stanoven pro fixní náklady a variabilní sazba je stanovena na míru aktivity pro variabilní náklady.
- Rozpočet prostředků - maximální částka je stanovena pro určité výdaje na základě úsudku vedení.
- Výkonový rozpočet - využívají jej především organizace a ministerstva zapojené do rozvojových aktivit. Tento proces rozpočtu bere v úvahu konečné výsledky.
- Rozpočet založený na nule - typ rozpočtu, kde každá položka přidaná do rozpočtu vyžaduje schválení a žádné položky se nepřenášejí z rozpočtu na předchozí roky. Tento typ rozpočtu má jasnou výhodu, když mají být omezené zdroje přidělovány pečlivě a objektivně. Vytvoření rozpočtu založeného na nule zabere více času, protože všechny části rozpočtu musí zkontrolovat vedení.
- Osobní rozpočet - typ rozpočtu, který se zaměřuje na výdaje pro sebe nebo na domácnost, obvykle zahrnuje příjem do rozpočtu.
- Podmíněné rozpočtování - je rozpočtový přístup určený pro společnosti s kolísajícími příjmy, vysokými fixními náklady nebo příjmy v závislosti na utopených nákladech, stejně jako neziskové a nevládní organizace.